# Сайлюгем (хребет на Алтае)
Сайлюге́м — горный хребет, расположенный в Алтайских горах, на границе Республики Алтай и Монголии. Длина около 130 км, высота до 3500 м. Наивысшие точки — Сары-Нохойт (3502 м) и Саржематы (3499 м).
Хребет сложен песчаниками, глинистыми сланцами, лавами и туфами. В высокогорьях преобладают лишайниковые и каменистые тундры, на южных склонах ниже 2600 м — участки со степной растительностью на горных каштановых почвах. Через хребет существуют многочисленные перевалы (Улан-даба, Хак, Юстыд, Карахая, Богусук, Хуник-даба, Сур-даба, Байза, Аран-бажи, Саржэматы, Дурбэт-Даба и др.). В северо-восточной части Сайлюгема, близ истока реки Чулышман, находятся покрытые вечным снегом вершины Мёнку-тайга.
Климат достаточно суровый, резко континентальный. Продолжительность безморозного периода составляет 35-60 дней, среднемесячная температура января −32° С, а минимальная температура опускается до −62° С. Амплитуда температур в году достигает 120° С, а в течение дня летом может составлять более 30° С. Высота снежного покрова 3-9 см, только в высокогорье она может достигать 80-100 см.
Сайлюгем служит водоразделом между истоками рек Аргут и Чуя, и реками бассейна реки Кобдо.
В правительстве Республики Алтай принято решение по организации государственного природного заповедника федерального значения «Сайлюгем». Его территория охватит несколько зон, расположенных в районе хребта Сайлюгем в Кош-Агачском районе. Здесь обитают архары, популяция которых насчитывает около 300 особей, козероги — 3 тысячи особей, а также снежный барс — ирбис.

## Топографические карты
- Лист карты M-45-Г. Масштаб: 1 : 500 000. Указать дату выпуска/состояния местности.
- Лист карты M-45.